# اش گروو (ایندیانا)
اش گروو (به انگلیسی: Ash Grove) یک منطقهٔ مسکونی در ایالات متحده آمریکا است که در شهرستان تیپکانو، ایندیانا واقع شده‌است. اش گروو ۲۰۳ متر بالاتر از سطح دریا واقع شده‌است.